# Castelo de Gottesaue

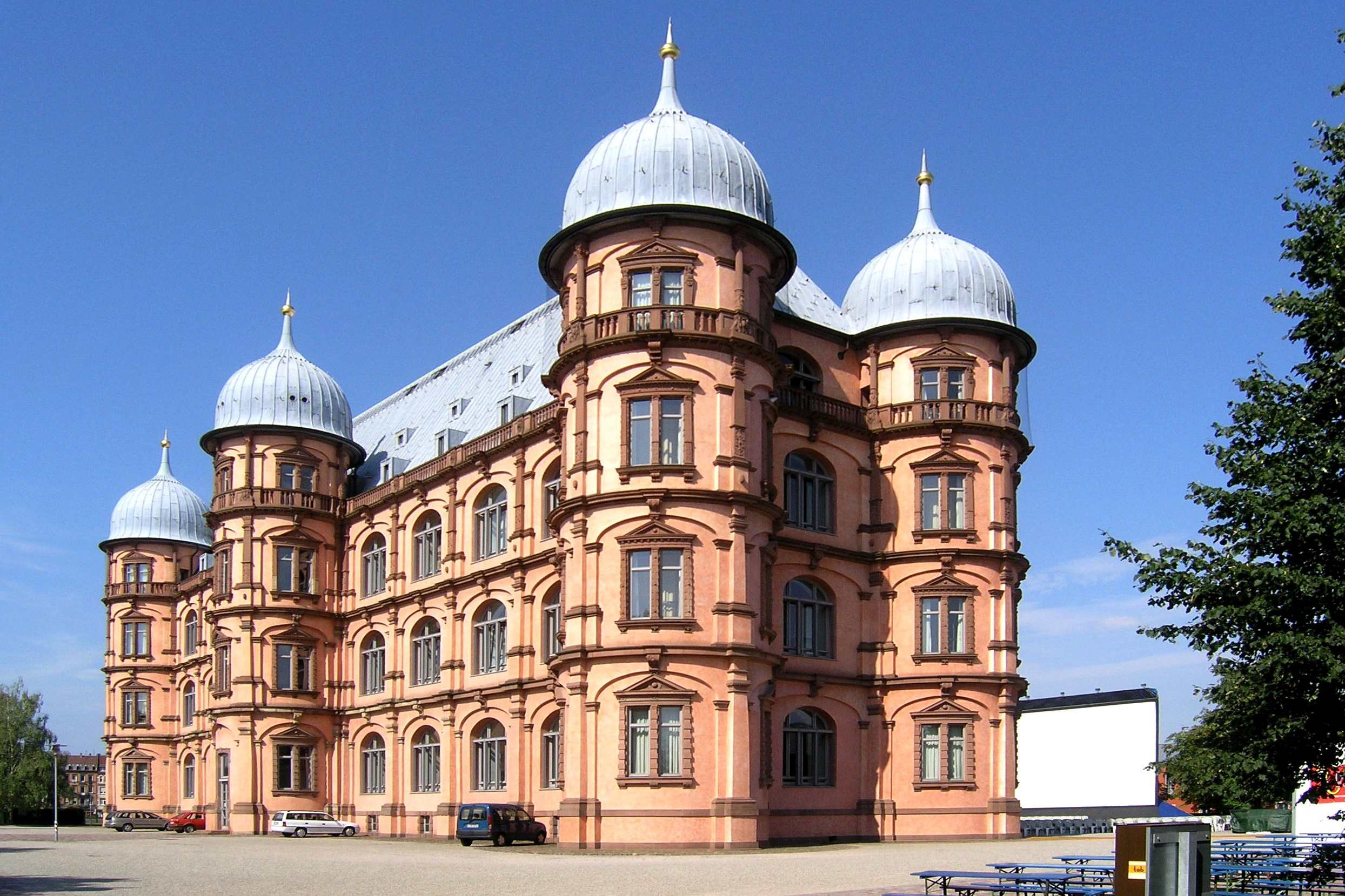
Lado leste

O Castelo de Gottesaue (em alemão:  Schloss Gottesaue) é um castelo renascentista em Karlsruhe, diversas vezes destruído e depois reconstruído.

## História

### Visão geral
- 1094 - O território foi doado à Ordem de São Bento pela família nobiliada Grafen von Hohenberg (Pfinzgau)
- 1525 - O convento foi saqueado e incendiado
- 1588–1597 - Markgraf Ernst Friedrich von Baden-Durlach constrói um castelo, projetado por Johannes Schoch
- 1689 - Na Guerra da Sucessão Patina o castelo foi incendiado e depois parcamente reconstruído
- 1743 - Após incêndio em 1735, foi reconstruído e utilizado pela câmara administrativa como depósito de produtos agrícolas
- 1818 - A edificação foi utilizada como caserna
- 1919 - A edificação foi utilizada como abrigo
- 1935 - Escola policial por curto período
- 1936 - A edificação foi novamente utilizada como caserna
- 1944 - A edificação foi destruída em um ataque aéreo e parte das ruínas restantes foram dinamitadas por perigo de desabamento
- 1982 - Início da reconstrução, com fachada externa de acordo com o estilo do século XVI, com partes de suas ruinas mantidas propositalmente visíveis
- 1989 - Instala-se na edificação a Escola de Música de Karlsruhe

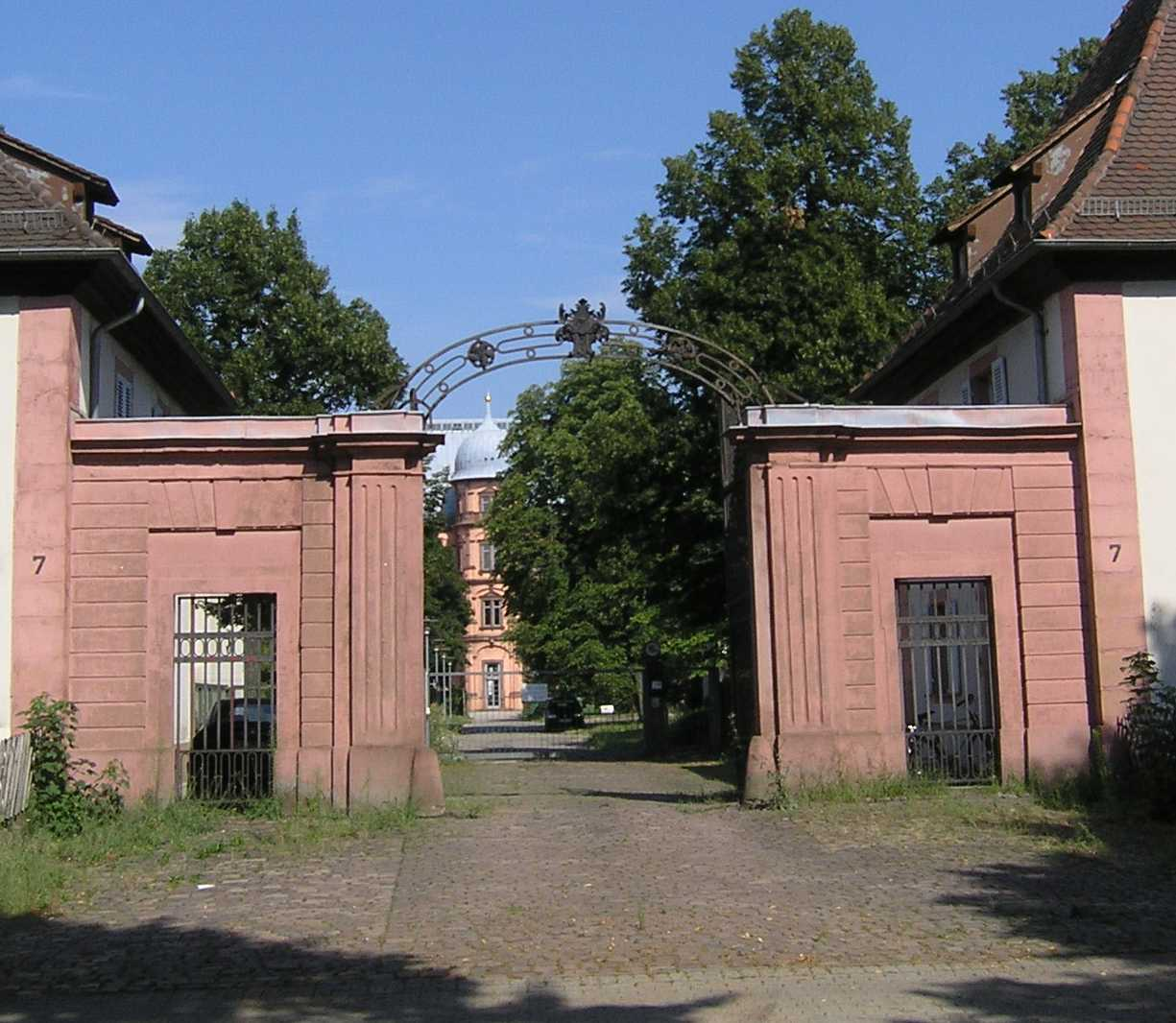
Altes Tor
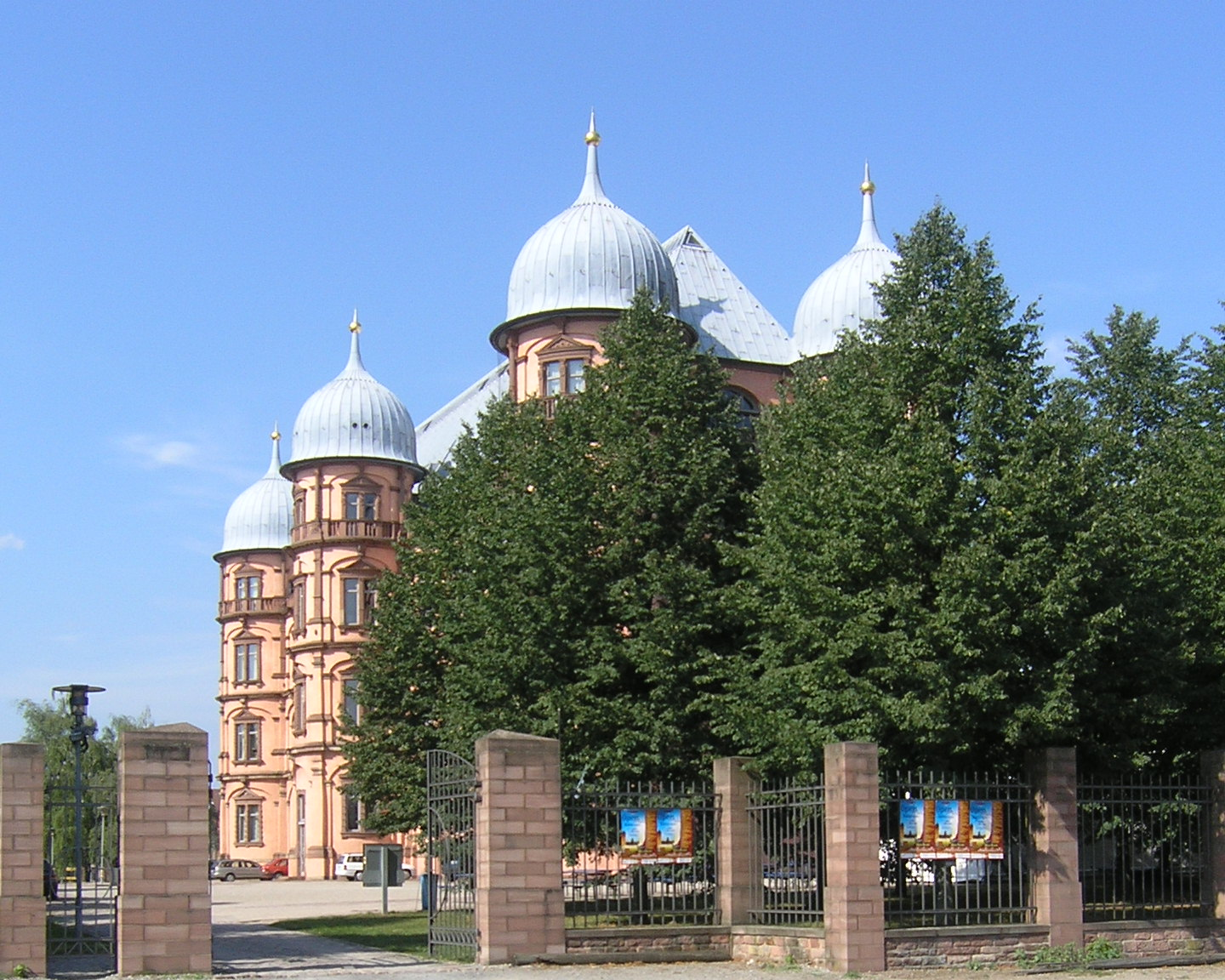
Neues Tor
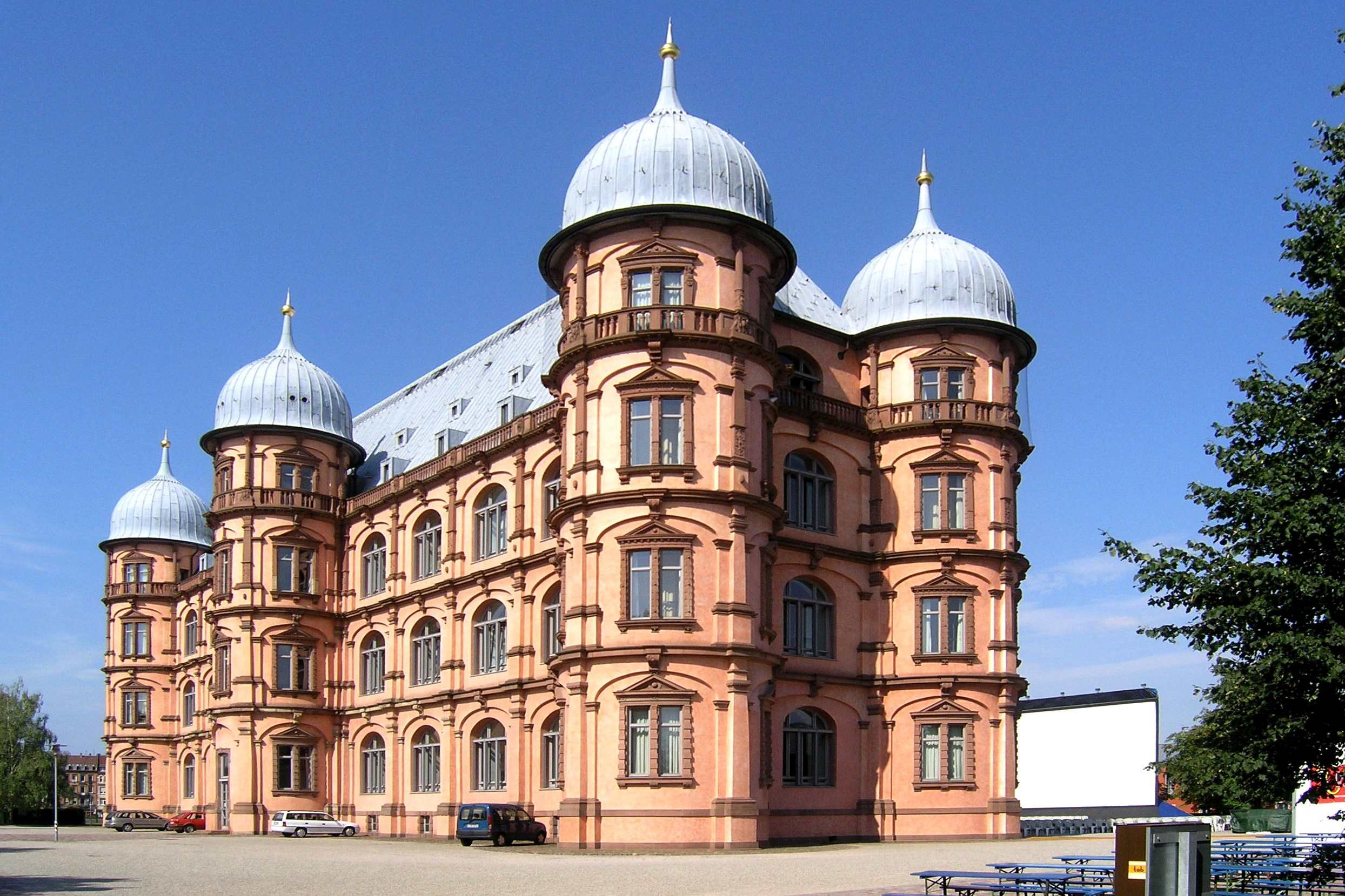
Westseite
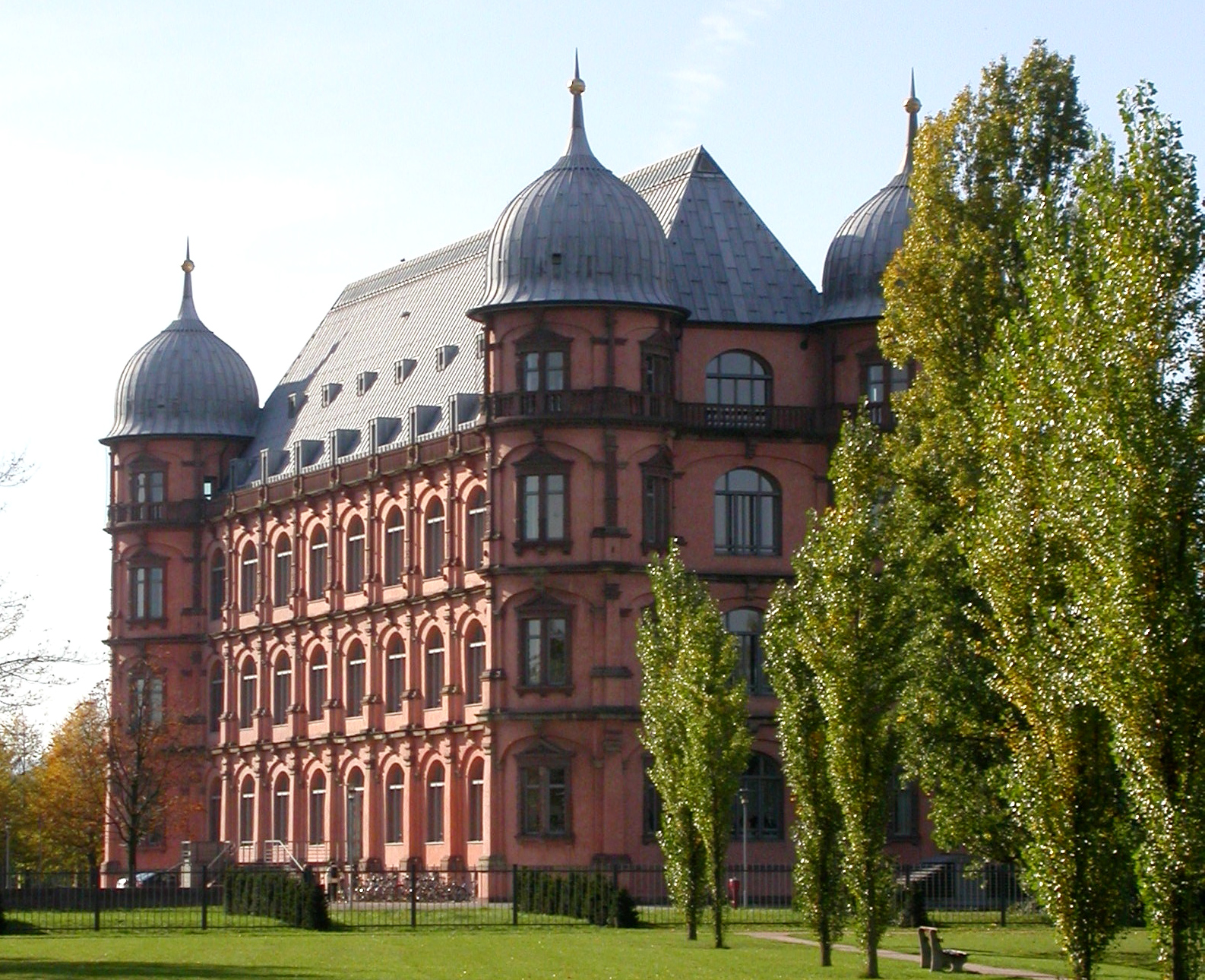
Ostseite